# Технологичность
Технологичность — одна из характеристик изделия, отражающая его приспособленность к производству (производственная технологичность), эксплуатации (эксплуатационная технологичность) и ремонту (ремонтная технологичность или ремонтопригодность).

## Факторы технологичности
Технологичность закладывается в конструкцию при выборе параметров деталей и узлов, включая материалы, размеры и допуски, шероховатости и т. п., форм и взаимного расположения поверхностей элементов. Технологичность базируется на стандартизации, унификации и преемственности. Во многих случаях только возможности технологии (воплощающей в себе достижения науки и техники) позволяют достичь уникальных результатов и высоких потребительских свойств.
Технологичность является характеристикой, которая не всегда может быть измерена в каких-либо единицах измерения. При производстве различных изделий технологичность во многом определяет себестоимость, затраты на изготовление и последующее использование. Как правило, более современные устройства являются более технологичными по сравнению с устаревшими образцами, то есть, производятся и эксплуатируются с меньшими затратами и с задействованием более производительных производственных процессов. При этом функциональность техники разных поколений может мало отличаться. Например, скорость, пассажировместимость и дальность полёта для ТУ-154 и Airbus A320 близки, но эти самолёты — представители разных поколений авиационной техники, отличающиеся технологичностью. Появление более технологичных изделий обычно способствует вытеснению из обихода устаревших в этом отношении устройств, при этом с точки зрения технического совершенства они могут не уступать более новым — технологичность отражает производственные (технологические), а не технические характеристики изделия.
Таким образом, не следует путать технологичность и технический уровень изделия или уровень задействованных в его производстве технологий — это совершенно различные понятия. Зависимость между более высоким техническим уровнем и более высокой технологичностью изделия проявляется далеко не всегда, а порой носит и обратный характер. Например, малосерийные легковые автомобили тридцатых годов имели зачастую более высокий технический уровень, чем выпущенные через 20-30 лет после них массовые (на них уже применялись практически все являющиеся сегодня общепринятыми конструктивные решения, за исключением чисто-электронных систем), но при этом были крайне нетехнологичны, в силу чего принятые на них технически совершенные конструктивные решения и не могли быть внедрены в массовое производство до тех пор, пока оно не оказалось готово к их повторению технологически. Автомобили выпуска до 1970-х годов были очень просты по конструкции и в целом более технологичны, чем современные — проще, удобнее в производстве и ремонте. Повышение требований к эксплуатационным и потребительским характеристикам, качеству отделки, уровню безопасности и экологичности привели за последние десятилетия к небывалому росту технического уровня автомобилей, но при этом их технологичность по отдельным показателям, включая удобство производства и ремонтопригодность, столь же ощутимо снизилась, даже несмотря на внедрение новых, высокопроизводительных технологий, включая промышленных роботов нового поколения.
По мере развития техники, в её последующих поколениях более совершенные технически решения могут заменяться на менее совершенные, но более технологичные. Например, в тех же автомобилях более совершенная технически подвеска на двойных поперечных рычагах оказалась в своё время практически вытеснена менее совершенной, но более технологичной типа «макферсон» — возврат к первой произошёл лишь к середине 90-х годов, и лишь на машинах достаточно высоких классов.
Технологичность — понятие относительное, на неё в определяющей степени влияют место изготовления, серийность, культура производства, доступное оборудование, привлекаемый персонал, развитость межхозяйственных связей и многое другое. Например, многие массовые образцы американской оружейной промышленности времён Второй мировой войны по меркам промышленности СССР или даже Германии выглядели бы крайне нетехнологичными, в частности — ввиду широкого использования трудоёмкой обработки деталей на металлорежущих станках вместо более технологичных штамповки и сварки. Напротив, автомобиль ГАЗ-М-20 «Победа» считался достаточно технологичным по меркам СССР, но налаживание его массового производства в Польше столкнулось с большим количеством трудностей из-за того, что по меркам польской промышленности конструкция оказалась нетехнологична и требовала для своего производства больших затрат труда и материалов. Пистолет-пулемёт СТЭН считался в Великобритании дешёвым и очень технологичным оружием, но его не адаптированная к особенностям местной промышленности немецкая копия — Potsdam Gerät — по себестоимости оказалась сравнима с ручным пулемётом.
Выпускаемые малой серией или в единичных экземплярах изделия практически всегда менее технологичны, чем массовые — их изготовители могут позволить себе использовать недостаточно технологичные с точки зрения массового производства производственные процессы и конструктивные решения. Например, процесс изготовления изделий из углепластиков долгое время был недостаточно технологичным для массового производства, главным образом из-за большого объёма задействованного ручного труда. При этом в оборонной и авиационной промышленности, с характерными для них сравнительно небольшими масштабами выпуска, углепластики давно нашли широкое применение.